# Michail Ivanov (waterpoloër)
Michail Ivanov (Moskou, 18 april 1958) is een voormalig Sovjet-Russisch waterpolospeler.
Ivanov won tijdens de Olympische Zomerspelen 1980 in eigen land met zijn ploeggenoten de gouden medaille. In 1982 werd Ivanov wereldkampioen.
Aan de Olympische Zomerspelen 1984 in het Amerikaanse Los Angeles kon Ivanov niet deelnemen omdat de Sovjet-Unie deze spelen boycotte. Tijdens de Olympische Zomerspelen 1988 won Ivanov de bronzen medaille.
| Logo van de Olympische Spelen | Goud | Zilver | Brons | Logo van de Olympische Spelen |
|                               | 1    | 0      | 1     |                               |